# Schizotetranychus tbilisiensis
Schizotetranychus tbilisiensis är en spindeldjursart som beskrevs av Reck 1959. Schizotetranychus tbilisiensis ingår i släktet Schizotetranychus och familjen Tetranychidae. Inga underarter finns listade i Catalogue of Life.